# Refugi dels Tossals Verds
El refugi dels Tossals Verds és un refugi de muntanya del terme d'Escorca, a la Serra de Tramuntana de Mallorca.
Està situat al vessant sud del puig dels Tossals Verds. Fou inaugurat l'any 1995, aprofitant les cases de la possessió dels Tossals Verds. Actualment la possessió i el refugi són de titularitat del Consell de Mallorca). El refugi és un punt d'aturada per a molts senderistes que fan la Ruta de Pedra en Sec (GR 221), perquè és el final de l'etapa 5 i de la variant del Pas Llis, i l'inici de l'etapa 6, i de la variant del Castell d'Alaró. Està situat a 9 hores del refugi de Muleta, situat vora el port de Sóller, i a 5h 30 min del refugi de Son Amer, al costat del Santuari de Lluc.

## Accessos
- Del Clot d'Almedrà: 1 h.
- De l'Embassament de Cúber (Font del Noguer): 2 h.